# Demografia de Goiás
A demografia do estado de Goiás é um domínio de estudos e conhecimentos sobre as características demográficas do território goiano. A população de Goiás, segundo o censo demográfico de 2010, era de 6 154 996 habitantes, sendo a décima segunda unidade da federação mais populosa do país, concentrando aproximadamente 3,1% da população brasileira e apresentando uma densidade demográfica de 17,2 habitantes por quilômetro quadrado (a décima sétima maior do Brasil). De acordo com este mesmo censo demográfico, 90,29% dos habitantes viviam na zona urbana e os 9,71% restantes na zona rural. Ao mesmo tempo, 50,34% eram do sexo feminino e 49,66% do sexo masculino, tendo uma razão de sexo de 96,56. Em dez anos, o estado registrou uma taxa de crescimento populacional de 1,84%.
Dos 246 municípios goianos, apenas dois tinham população acima dos quinhentos mil: Goiânia, a capital, e Aparecida de Goiânia, na região metropolitana. Outros doze tinham entre 100 001 e 500 000 (Anápolis, Rio Verde, Águas Lindas de Goiás, Luziânia, Valparaíso de Goiás, Trindade, Formosa, Novo Gama, Senador Canedo, Catalão, Itumbiara e Jataí), dez de 50 001 a 100 000, 33 de 20 001 a 50 000, 34 de 10 001 a 20 000, 60 de 5 001 a 10 000, 88 de 2 001 a 5 000 e sete até dois mil (Água Limpa, Guarinos, Moiporá, Lagoa Santa, São João da Paraúna, Cachoeira de Goiás e Anhanguera). A maior parte da população do estado se concentra na Região Metropolitana de Goiânia, na região central do estado, com mais de 30% da população goiana. Goiânia abrigava aproximadamente 21,6% do total de habitantes, além de possuir a maior densidade demográfica em relação aos demais municípios (1 782,5 hab./km²).
O Índice de Desenvolvimento Humano de Goiás é considerado alto conforme o Programa das Nações Unidas para o Desenvolvimento. Segundo o último Atlas do Desenvolvimento Humano do Brasil, divulgado em 2017, com dados relativos a 2010, o seu valor era de 0,769, estando na décima colocação a nível nacional e na segunda a nível regional, depois do Distrito Federal. Considerando-se o índice de longevidade, seu valor é de 0,822 (12º), o valor do índice de de renda é 0,747 (8º) e o de educação é de 0,740 (9º). O coeficiente de Gini, que mede a desigualdade social, é de 0,54 e a incidência da pobreza de 3,7%. A taxa de fecundidade de Goiás é de 1,87 filhos por mulher, uma das mais baixas do Brasil.

## Evolução demográfica
Evolução demográfica do estado de Goiás.